# Zífid de quatre dents petit
El zífid de quatre dents petit (Berardius minimus) és una espècie de cetaci de la família dels zífids. Viu al nord de l'oceà Pacífic, on la seva distribució encaixa aproximadament en una caixa delimitada pels paral·lels 40 i 60 nord i els meridians 140 est i 160 oest. Es tracta de l'espècie de zífid de quatre dents més petita amb diferència. Els exemplars adults fan 6,3–7,3 m de llargada, és a dir, aproximadament un terç menys que els seus congèneres. El seu nom específic, minimus, significa 'mínim' en llatí. El seu nom comú en japonès, kuro-tsuchi, es pot traduir per 'zífid de quatre dents septentrional negre'.